# Pszów
Pszów (česky Pšov, německy Pschow) je město v jižním Polsku ve Slezském vojvodství v okrese Wodzisław. Leží na historickém území Horního Slezska zhruba 10 km od českých hranic a 25 km severovýchodně od Ostravy. V roce 2023 zde žilo 13 007 obyvatel a spolu s městy Rybnik, Wodzisław Śląski, Jastrzębie-Zdrój a dalšími tvoří půlmilionovou aglomeraci (Rybnický uhelný okruh) navazující na jihu na ostravskou a na severu na katovickou aglomeraci. Z geomorfologického hlediska se rozkládá na Rybnické plošině, která je součástí Slezské vysočiny.

## Historie
Nejstarší písemná zmínka o Pšově pochází z lokační listiny vydané 20. ledna 1265. Vesnice sdílela osud Ratibořského knížectví. Do roku 1742 byla součástí Zemí koruny české, načež připadla Prusku a v roce 1922 byla připojena k Polsku v rámci autonomního slezského vojvodství.
Roku 1722 byla do pšovské farnosti zakoupena kopie obrazu Černé madony čenstochovské. Původně umístěna v kapli v Kokoszycích, brzy začala být uctívána místními katolíky jako Panna Marie Pšovská. Rozvoj jejího kultu vedl k výstavbě velké barokní baziliky v letech 1743–1747, do níž byl obraz přemístěn, a Pšov se tak stal významným poutním místem Horního Slezska.
Novodobý rozvoj obce souvisí s hornickou činností. Černouhelný důl Anna vznikl na podnět Ferdinanda Friedricha Augusta Fritzeho v roce 1832 a fungoval nepřetržitě do roku 2011. V posledních letech byl organizačně spojen s dolem Rydułtowy v sousedním stejnojmenném městě jakožto KWK Rydułtowy-Anna.
Status města získal Pšov v roce 1954. V důsledku správní reformy v roce 1975 se stal městskou částí města Wodzisław Śląski (Vladislav) a opět se osamostatnil k 30. prosinci 1994, ovšem bez čtvrtí Kokoszyce a Zawada, které nadále zůstaly součástí Vladislavi.

## Památky a turistické zajímavosti
- Bazilika Narození Panny Marie – barokní poutní kostel postavený v letech 1743–1747 podle návrhu Georga Friedricha Ganse z Krnova; věže byly dostavěny v letech 1847–1850; v hlavním oltáři se nachází uctívaný obraz Panny Marie Pšovské, kopie obrazu Černé madony čenstochovské
- Pšovská kalvárie – soubor kaplí z let 1848–1893 v lesíku v severovýchodní části města směrem k Rydułtowům
- Soubor raně funkcionalistických staveb v areálu bývalého dolu Anna postavených v letech 1914–1919 Hansem Poelzigem: těžní věž, budova těžního stroje, třídírna, dílny a elektrárna s kotelnou a rozvodnou

## Partnerská města
- Horní Benešov (Česko, Moravskoslezský kraj)